# Veli-Karri Suominen
Veli Karri Suominen (ur. 12 lutego 1991 roku) – fiński zapaśnik walczący w stylu klasycznym. Piąty na mistrzostwach świata w 2013. Zajął 24. miejsce na mistrzostwach Europy w 2012. Mistrz nordycki w 2012. Brązowy medalista wojskowych MŚ w 2013. Trzeci na MŚ juniorów w 2010. Jedenasty na Uniwersjadzie w 2013, jako zawodnik Lesgaft NSU w Petersburgu.